# Al-Gharraf SC
Der Al-Gharraf Sports Club (arabisch نادي الغراف الرياضي, DMG Nādī l-Ġarrāf ar-riyāḍī) ist ein 1994 gegründeter irakischer Sportverein aus Nasiriya. Aktuell (Stand Juli 2025) spielt der Verein in der ersten Liga.

## Erfolge
- Irakischer Zweitligvizemeister: 2024/25

## Stadion
Der Verein trägt seine Heimspiele im Al Shatrah Stadium in Dhi Qar aus. Das Stadion hat ein Fassungsvermögen von 7500 Personen.